# Chester Gould
Chester Gould (Pawnee, 20 de noviembre de 1900-11 de mayo de 1985) fue un historietista estadounidense y creador de la tira cómica Dick Tracy, que escribió y dibujó desde 1931 hasta 1977. 

## Biografía
Chester Gould nació en 1900 en Pawnee, Oklahoma en el seno de una familia de antiguos colonos. En 1921 se trasladó a Chicago, graduándose dos años después en la Northwestern University School of Continuing Studies. No sería hasta 10 años después que el Chicago Tribune empezase a publicar su tira de Dick Tracy, tras haber rechazado otras ideas suyas. Ganó el Premio Reuben en 1959 y 1977.